# Đại học Khoa học Công nghệ Nam Phương
Đại học Khoa học Công nghệ Nam Phương (SUSTech, giản thể: 南方科技大学; phồn thể: 南方科技大學; bính âm: Nánfāng Kējì Dàxué) là một trường đại học nghiên cứu công lập ở Thâm Quyến, Quảng Đông, Trung Quốc.

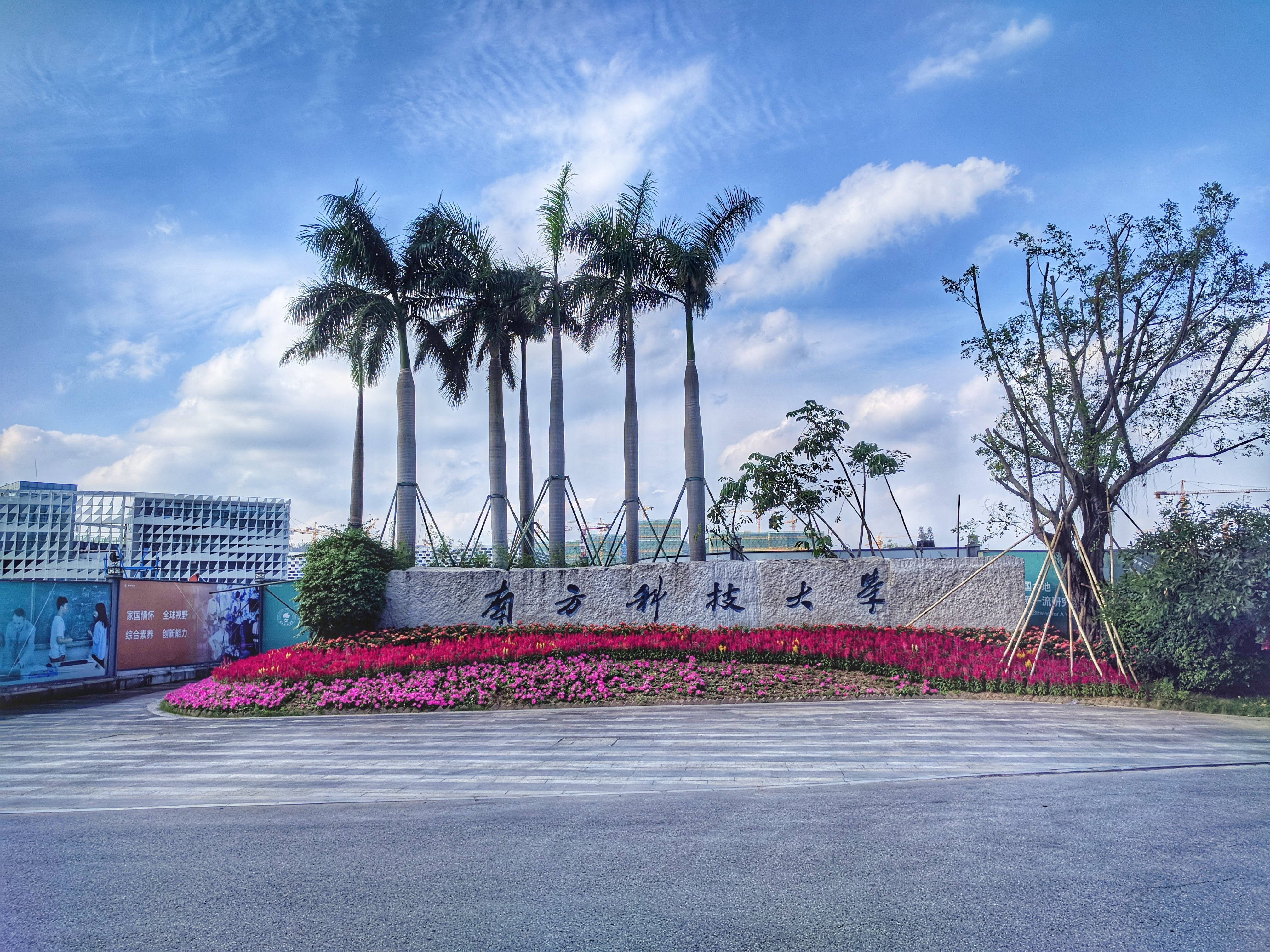
Viên đá tên trường

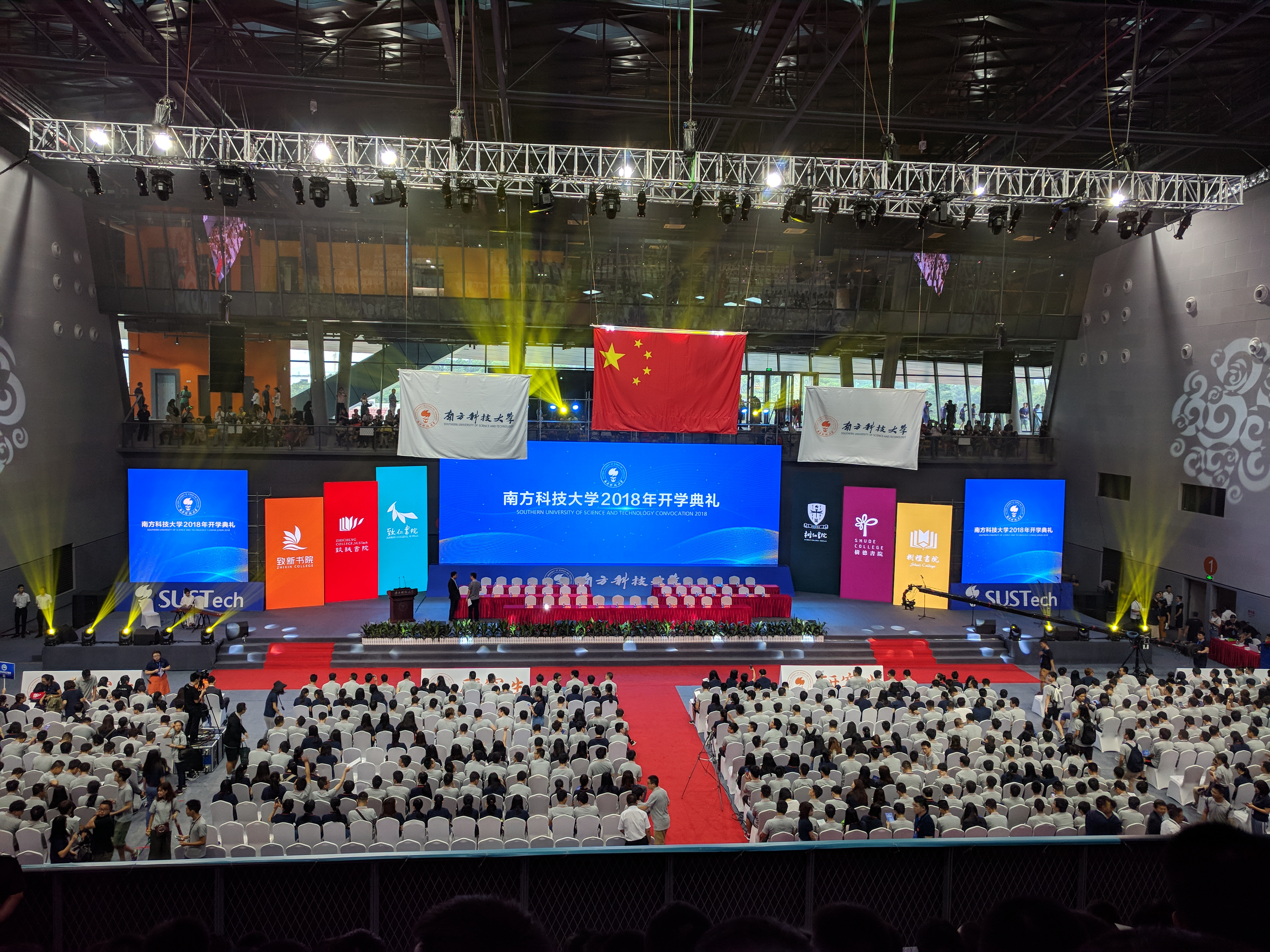
Lễ khai mạc SUSTech 2018

Theo Bộ Giáo dục Trung Quốc, SUSTech là một nền tảng để thử nghiệm cải cách giáo dục đại học của Trung Quốc. Chính quyền của thành phố Thâm Quyến và tỉnh Quảng Đông đang đầu tư mạnh vào trường đại học. Trong bảng xếp hạng Nature Stars 2016 Rising Stars, SUSTech được xếp thứ 62 trong số 100 tổ chức hàng đầu thế giới với sự tăng trưởng đáng kể nhất trong các ấn phẩm nghiên cứu chất lượng cao; nó được xếp hạng là tổ chức phát triển nhanh thứ ba trên thế giới.
Trường thay đổi tên tiếng Anh từ Đại học Khoa học và Công nghệ Trung Quốc (SUSTC) thành Đại học Khoa học và Công nghệ Nam Phương (SUSTech) sau năm 2016.
Mặc dù là một trường đại học công lập, SUSTech được quản lý và một phần được tài trợ bởi Chính quyền thành phố Thâm Quyến thay vì Bộ Giáo dục của Cộng hòa Nhân dân Trung Hoa.

## Lịch sử
SUSTech là một trường đại học rất trẻ, với Chính phủ Thâm Quyến đưa ra quyết định để tạo ra nó vào tháng 3 năm 2007. Tổng thống đầu tiên, Zhu Qingshi, đã được chọn vào tháng 6 năm 2009 và kế hoạch bắt đầu. Năm 2011, nó đã thừa nhận 45 sinh viên đầu tiên của mình mà không xem xét điểm cao khảo của họ, và điều lệ của SUSTech đã được thông qua bởi chính quyền thành phố Thâm Quyến.
Vào tháng 4 năm 2012, một mốc quan trọng đã đạt được khi trường đại học được Bộ Giáo dục chấp thuận và vào tháng 9 năm sau, 188 học sinh Gaokao đầu tiên đã được ghi danh. Một năm sau, vào tháng 7 năm 2013, SUSTech chuyển đến khuôn viên mới của nó ở Quận Nanshan, Thâm Quyến. Vào tháng 1 năm 2015, chủ tịch hiện tại, Chen Shiyi, được bổ nhiệm.

## Vị trí
SUSTech sở hữu một khuôn viên rộng 1,978,980 m² ở quận Nam Sơn, Thâm Quyến. Khuôn viên trường là sự kết hợp giữa những toà nhà hiện đại với những con suối và những hàng cây xanh. Nhà trường luôn hướng tới mục tiêu tạo nên một môi trường thân thiện và không khí thải.

## Tổ chức và đào tạo

### Trường học và khoa học
SUSTech có hai trường và 12 khoa:
- Trường Khoa học môi trường và Kỹ thuật
- Trường Đổi mới và Doanh nhân
- Khoa Vật lý
- Khoa Hóa học
- Khoa Sinh học
- Khoa Toán
- Khoa Tài chính
- Khoa Điện và Kỹ thuật điện tử
- Khoa Khoa học vật liệu và kỹ thuật
- Phòng Khoa học máy tính và Kỹ thuật
- Khoa Hải dương học
- Khoa Cơ học và Kỹ sư hàng không
- Khoa Cơ khí và Kỹ sư Năng lượng
- Khoa Kỹ thuật y sinh

Trường cũng có Trung tâm Giáo dục Ngôn ngữ, cung cấp các khóa học tiếng Anh và [tiếng Quan thoại] cho sinh viên đại học và sau đại học.